# Cardioglossa melanogaster
Espèce
Statut de conservation UICN

 VU B1ab(iii) : Vulnérable
Cardioglossa melanogaster est une espèce d'amphibiens de la famille des Arthroleptidae.

## Répartition
Cette espèce se rencontre de 1 100 à 2 000 m d'altitude dans l'Ouest du Cameroun et dans le Sud-Est du Nigeria.

## Publication originale
- Amiet, 1972 : Description de cinq nouvelles espèces camerounaises de Cardioglossa (Amphibiens, Anoures). Biologia Gabonica, vol. 8, p. 201-231.